# Jason Wingreen
Jason Wingreen (Brooklyn, 9 oktober 1920 – Los Angeles, 25 december 2015) was een Amerikaans acteur die vooral bekend is geworden als Harry Snowden, een rol die hij tussen 1976 en 1979 speelde in All in the Family en daarna tot 1983 in Archie Bunker's Place. Hij debuteerde in 1955 in een aflevering van Armstrong Circle Theatre.
Wingreen speelde vele gastrollen, en was onder meer te zien in The Green Hornet, Mission: Impossible, Columbo, Gunsmoke, Ironside, Hill Street Blues en Seinfeld. Filmrollen vertolkte hij onder andere in Airplane!, Mr. Ricco, Marlowe en Three Brave Men. Ook schreef hij scripts voor afleveringen van tv-series, zoals voor 77 Sunset Strip, The Wild Wild West en The Greatest Show on Earth.
Verder was Wingreen ook te zien als rechter Arthur Beaumont in Matlock
Hij stierf op 95-jarige leeftijd op Eerste Kerstdag 2015 thuis in Los Angeles.

## Filmografie
- Armstrong Circle Theatre (televisieserie) – rol onbekend (afl. "Crisis", 1955)
- Three Brave Men (1956) – Perry
- Playhouse 90 (televisieserie) – verschillende rollen (2 afl., 1956/1959)
- The True Story of Jesse James (1957) – Peter (niet op aftiteling)
- The Bravados (1958) – hotelbediende (niet op aftiteling)
- Steve Canyon (televisieserie) – rol onbekend (afl. "Operation Heartbeat", 1958)
- The Rough Riders (televisieserie) – rol onbekend (afl. "The Dualists", 1958)
- Goodyear Theatre (televisieserie) – Gene Vermeth (afl. "Coogan's Reward", 1959)
- Alcoa Theatre (televisieserie) – Hirsh (afl. "The Best Way to Go", 1959)
- Man Without a Gun (televisieserie) – rol onbekend (afl. "The Last Holdup", 1959)
- Five Fingers (televisieserie) – een tandarts (afl. "The Men with Triangle Heads", 1959)
- Adventures in Paradise (televisieserie) – Romer (afl. "The Bamboo Curtain", 1959)
- The Twilight Zone (televisieserie) – verschillende rollen (3 afl., 1960/1961, 1963)
- The Untouchables (televisieserie) – verschillende rollen (7 afl., 1960–1963)
- Johnny Staccato (televisieserie) – bureausergeant (afl. "A Nice Little Town", 1960)
- Bourbon Street Beat (televisieserie) – Ben Anderson (afl. "Swamp Fire", 1960)
- Wanted: Dead or Alive (televisieserie) – Nick Peters (afl. "Journey for Josh", 1960)
- Surfside 6 (televisieserie) – Simm (afl. "License to Steal", 1961)
- A Pair of Boots (1962) – rol onbekend
- Margie (televisieserie) – Wallace (afl. "The Wolf of Wall Street", 1962)
- The Lloyd Bridges Show (televisieserie) – rol onbekend (afl. "A Pair of Boots", 1962)
- Disneyland (televisieserie) – verteller (afl. "Hurricane Hannah", 1962, voice-over)
- The Fugitive (televisieserie) – verschillende rollen (5 afl., 1963–1967)
- Bonanza (televisieserie) – verschillende rollen (3 afl., 1963/1964/1972)
- The Outer Limits (televisieserie) – verschillende rollen (3 afl., 1963/1964)
- Slattery's People (televisieserie) – Mr. Samuels (afl. "Question: Where Vanished the Tragic Piper?", 1964)
- Bob Hope Presents the Chrysler Theatre (televisieserie) – Birdie Marx (afl. "Parties to the Crime", 1964)
- Profiles in Courage (televisieserie) – verschillende rollen (2 afl., 1964)
- Twelve O'Clock High (televisieserie) – verschillende rollen (4 afl., 1964–1966)
- The Man from U.N.C.L.E. (televisieserie) – Hackie (afl. "The Deadly Decoy Affair", 1965)
- Dr. Kildare (televisieserie) – schilder (afl. "Do You Trust Your Doctor", 1965)
- The Rogues (televisieserie) – rol onbekend (afl. "The Pigeons of Paris", 1965)
- Voyage to the Bottom of the Sea (televisieserie) – Mikhil Brynov (afl. "The Exile", 1965)
- Kraft Suspense Theatre (televisieserie) – Savadow (afl. "Kill No More", 1965)
- A Rage to Live (1965) – Jim (niet op aftiteling)
- Burke's Law (televisieserie) – Gunter Ernst (afl. "The Weapon", 1965)
- Honey West (televisieserie) – Bellhop (afl. "The Gray Lady", 1965)
- The Loner (televisieserie) – Lucas (afl. "Hunt the Man Down", 1965)
- The Slender Thread (1965) – medische technicus
- The Long, Hot Summer (televisieserie) – Dr. Aaron Clark (8 afl., 1965–1966)
- The Big Valley (televisieserie) – Ketchie (afl. "A Time to Kill", 1966)
- The Wild Wild West (televisieserie) – politieagent (afl. "The Night of the Whirring Death", 1966)
- Get Smart (televisieserie) – KAOS agent 2 (afl. "Stakeout on Blue Mist Mountain", 1966)
- Blue Light (televisieserie) – Hitler (afl. "Invasion by the Stars", 1966)
- A Man Called Shenandoah (televisieserie) – hotelbediende (afl. "Requiem for the Second", 1966)
- Hawk (televisieserie) – assistent-officier van justitie (afl. "The Longleat Chronicles", 1966)
- Shane (televisieserie) – Ira Jackson (afl. "Day of the Hawk", 1966)
- The Girl from U.N.C.L.E. (televisieserie) – verschillende rollen (2 afl., 1966/1967)
- Run for Your Life (televisieserie) – havenmeester (afl. "The Man Who Had No Enemies", 1966)
- Felony Squad (televisieserie) – verschillende rollen (4 afl., 1966–1968)
- The Rounders (televisieserie) – Shorty Dawes (afl. onbekend, 1966–1967)
- The Green Hornet (televisieserie) – dokter (afl. "Bad Bet on a 459-Silent", 1967)
- Please Don't Eat the Daisies (televisieserie) – dokter (afl. "When I Was a Young Man", 1967)
- The Road West (televisieserie) – Norman Todd (afl. "The Agreement", 1967)
- The F.B.I. (televisieserie) – verschillende rollen (5 afl., 1967–1969)
- A Guide for the Married Man (1967) – Harry 'Big Fella' Johnson
- The Invaders (televisieserie) – griffier (afl. "The Trial", 1967)
- Judd for the Defense (televisieserie) – rechter (afl. "To Kill a Madman", 1967)
- To Die in Paris (televisiefilm, 1968) – eerste gevangene
- The Name of the Game (televisieserie) – verschillende rollen (3 afl., 1968, 1970/1971)
- Cimarron Strip (televisieserie) – Mr. Glass (afl. "Heller", 1968)
- The Guns of Will Sonnett (televisieserie) – Milby (afl. "Stopover in a Troubled Town", 1968)
- Cowboy in Africa (televisieserie) – Sid (afl. "Search and Destroy", 1968)
- Ironside (televisieserie) – verschillende rollen (5 afl., 1968–1971, 1975)
- Lancer (televisieserie) – verschillende rollen (3 afl., 1968–1970)
- Mission: Impossible (televisieserie) – verschillende rollen (2 afl., 1968/1971)
- Star Trek (televisieserie) – Dr. Linke (afl. "The Empath", 1968)
- CBS Playhouse (televisieserie) – verschillende rollen (3 afl., 1969/1970)
- Medical Center (televisieserie) – verschillende rollen (2 afl., 1969/1973)
- Mannix (televisieserie) – verschillende rollen (4 afl., 1969–1972)
- U.M.C. (televisiefilm, 1969) – technicus
- Marlowe (televisieserie) – fotowinkelbediende (niet op aftiteling)
- Love, American Style (televisieserie) – rol onbekend (afl. "Love and the Divorce Scale", 1969)
- The Dunwich Horror (1970) – sheriff Harrison
- Mayberry R.F.D. (televisieserie) – Mr. Desmond (afl. "Emmett Takes a Fall", 1970)
- The Cheyenne Social Club (televisiefilm, 1970) – Dr. Farley Carter
- San Francisco International (televisiefilm, 1970) – senator
- The Old Man Who Cried Wolf (televisiefilm, 1970) – Arthur
- Bracken's World (televisieserie) – Lee Falco (afl. "The Nude Scene", 1970)
- Room 222 (televisieserie) – ouder (afl. "The Valediction", 1970)
- Night Gallery (televisieserie) – verschillende rollen (2 afl., 1970/1971)
- Marcus Welby, M.D. (televisieserie) – Gargan (afl. "Cynthia", 1971)
- Banyon (televisiefilm, 1971) – Dr. Greenbaum
- Skin Game (1971) – spreker 2 (niet op aftiteling)
- The Last Child (televisiefilm, 1971) – lokettist
- Adam-12 (televisieserie) – verschillende rollen (2 afl., 1971/1972)
- The Todd Killings (1971) – rol onbekend
- Paper Man (televisiefilm, 1971) – dokter
- O'Hara, U.S. Treasury (televisieserie) – Ed Michaels (afl. "Operation: XW-1", 1972)
- Killer by Night (televisiefilm, 1972) – Dr. Jacobs
- Getting Away from It All (televisiefilm, 1972) – Eben
- Columbo Televisieserie – politieman (afl. "Short Fuse", 1972)
- Cannon (televisieserie) – verzekeringsagent (afl. "A Flight of Hawks", 1972)
- Gunsmoke (televisieserie) – Dr. Cleery (afl. "The Wedding", 1972)
- The Magnificent Seven Ride! (1972) – Warden (niet op aftiteling)
- The Sixth Sense (televisieserie) – Dr. Morris Wilbur (afl. "I Did Not Mean to Slay Thee", 1972)
- They Only Kill Their Masters (1972) – Mallory
- Hunter (televisiefilm, 1973) – rol onbekend
- The Partridge Family (televisieserie) – schooldirecteur (afl. "The Selling of the Partridges", 1973)
- Kung Fu (televisieserie) – Mr. Kennemer (afl. "The Praying Mantis Kills", 1973)
- The Blue Knight (televisiefilm, 1973) – rol onbekend
- The Rookies (televisieserie) – pompbediende (afl. "Down Home Boy", 1973)
- Barnaby Jones (televisieserie) – verschillende rollen (2 afl., 1973/1975)
- Shaft (televisieserie) – Jacquard (afl. "Hit-Run", 1973)
- Kojak (televisieserie) – verschillende rollen (2 afl., 1973/1975)
- Outrage (televisiefilm, 1973) – Mr. Bunce
- Miracle on 34th Street (televisiefilm, 1973) – Halloran
- Cry Panic (televisiefilm, 1974) – Woody
- The Elevator (televisiefilm, 1974) – tweede bewaker
- Honky Tonk (televisiefilm, 1974) – rol onbekend
- The Terminal Man (1974) – instructeur
- Police Woman (televisieserie) – taximanager (afl. "Target Black", 1975)
- Mr. Ricco (1975) – rechter
- Winner Take All (televisiefilm, 1975) – Jerry
- Lucas Tanner (televisieserie) – Fred Tracy (afl. "One to One", 1975)
- Shell Game (televisiefilm, 1975) – Klein
- Mobile One (televisieserie) – rol onbekend (afl. "The Informant", 1975)
- Ellery Queen (televisieserie) – Roy Miller (afl. "The Adventure of the Lover's Leap", 1975)
- The Six Million Dollar Man (televisieserie) – Logan (afl. "The Blue Flash", 1975)
- Hustle (1975) – Jim Lang
- Barbary Coast (televisieserie) – Waiter (afl. "The Dawson Marker", 1976)
- Louis Armstrong - Chicago Style (televisiefilm, 1976) – tweede rechercheur
- The Blue Knight (televisieserie) – Niarchos (afl. "Mariachi", 1976)
- Moving Violation (1976) – psychiater
- The Waltons (televisieserie) – Nat Clayton (afl. "The Firestorm", 1976)
- The Rockford Files (televisieserie) – verschillende rollen (2 afl., 1976/1978)
- The Quest (televisieserie) – rol onbekend (afl. "Welcome to America, Jade Snow", 1976)
- All in the Family (televisieserie) – Harry Snowden (26 afl., 1976–1979)
- Happy Days (televisieserie) – principal Haley (afl. "The Graduation: Part 2", 1977)
- McMillan & Wife (televisieserie) – Murray Minter (afl. "Affair of the Heart", 1977)
- The Man with the Power (televisiefilm, 1977) – Klein
- Charlie's Angels (televisieserie) – verschillende rollen (2 afl., 1977/1979)
- Lou Grant (televisieserie) – man in lift (afl. "Cophouse", 1977)
- Quincy, M.E. (televisieserie) – Dr. Albert Freeman (2 afl., 1977/1982)
- The President's Mistress (televisiefilm, 1978) – Minor Official
- Vega$ (televisieserie) – verschillende rollen (2 afl., 1978/1979)
- Captain America (televisiefilm, 1979) – dokter 2
- Roots: The Next Generations (miniserie, 1979) – rechter Quartermain
- The Golden Gate Murders (televisiefilm, 1979) – Larkin
- Archie Bunker's Place (televisieserie) – Harry Snowden (61 afl., 1979–1983)
- Star Wars: Episode V: The Empire Strikes Back (1980) – Boba Fett (voice-over, niet op aftiteling)
- Airplane! (1980) – Dr. Brody
- Fantasy Island (televisieserie) – dokter (afl. "The Angel's Triangle/Natchez Bound", 1982)
- The Red Fury (1984) – Mr. Taylor
- Scarecrow and Mrs. King (televisieserie) – Tuck Tucker (afl. "Weekend", 1984)
- Oh, God! You Devil (1984) – hotelmanager
- Malice in Wonderland (televisiefilm, 1985) – Jack Warner
- International Airport (televisiefilm, 1985) – Dr. Dornan
- A Masterpiece of Murder (televisiefilm, 1986) – Williams
- Starman (televisieserie) – generaal Wade (afl. "The Return", 1986)
- Hill Street Blues (televisieserie) – apotheker (afl. "Suitcase", 1986)
- Mathnet (televisieserie) – generaal Scarlett (afl. "The Problem of the Missing Baseball", 1987)
- Square One tv (televisieserie) – generaal Scarlett (episode 1.8, 1987)
- Hunter (televisieserie) – Benjamin Winfield (afl. "Double Exposure", 1987)
- Highway to Heaven (televisieserie) – Ben Conrad (afl. "Playing for Keeps", 1987)
- Matlock (televisieserie) – rechter Arthur Beaumont (11 afl., 1987–1991)
- Arthur 2: On the Rocks (1988) – bestuurslid 2
- Mama's Family (televisieserie) – Fred Gebhardt (afl. "Hate Thy Neighbor", 1989)
- Freddy's Nightmares (televisieserie) – Jack (afl. "Photo Finish", 1989)
- General Hospital (televisieserie) – rechter Matson (afl. onbekend, 1991)
- Seinfeld (televisieserie) – man 2 (afl. "The Opera", 1992)
- In the Heat of the Night (televisieserie) – George (afl. "Who Was Geli Bendl?", 1994)
- In the Heat of the Night: Who Was Geli Bendl? (televisiefilm, 1994) – Georgie

- International Standard Name Identifier: 0000 0000 5040 3263
- Library of Congress Control Number: no91003530
- Virtual International Authority File: 4492887
- WorldCat: E39PBJh4qq7YRdCW8fRW7CKrv3